# 捕手溪 (阿拉斯加州)
捕手溪（英語：Trapper Creek）是位於美國阿拉斯加州馬塔努斯卡-蘇西特納自治市鎮的一個人口普查指定地區。根據2010年美國人口普查，該地人口為481人，而該地的面積約為960.30平方千米。

## 地理
捕手溪的座標為62°18′29″N 150°21′03″W / 62.30806°N 150.35083°W，而該地的平均海拔高度為107米（即351英尺）。